# مارکو مانکوسو
مارکو مانکوسو (انگلیسی: Marco Mancosu؛ زادهٔ ۲۲ اوت ۱۹۸۸) بازیکن فوتبال اهل ایتالیا است.
از باشگاه‌هایی که در آن بازی کرده‌است می‌توان به باشگاه فوتبال لچه، باشگاه فوتبال کالیاری، باشگاه فوتبال بنونتو، و باشگاه فوتبال امپولی اشاره کرد.
وی همچنین در تیم‌های ملی فوتبال زیر ۱۶ سال ایتالیا، زیر ۱۷ سال ایتالیا، زیر ۱۹ سال ایتالیا، زیر ۲۰ سال ایتالیا، و زیر ۲۱ سال ایتالیا بازی کرده‌است.